# SC Comet Kiel
Der SC Comet Kiel von 1912 e. V. war ein Fußballverein aus Kiel. Er wurde im Jahre 1912 in der damals noch vor den Toren von Kiel gelegenen eigenständigen Gemeinde Neumühlen-Dietrichsdorf gegründet.

## Geschichte
Bis 1922 gehörte der Verein nicht dem Deutschen Fußball-Bund an. Er nahm, ohne der Organisation anzugehören, an den Punktspielen des ATSB teil. Von 1942 bis 1945 spielte Comet zusammen mit Vereinen wie Holstein Kiel und dem VfB Lübeck-Vorgänger SG OrPo Lübeck in der Gauliga Schleswig-Holstein. 
Nach dem Zweiten Weltkrieg begann man den Spielbetrieb in der damals erstklassigen Bezirksmeisterschaftsrunde SH Ost A und in der Saison 1947/48 war der Verein Mitbegründer der heutigen Schleswig-Holstein-Liga, die in drei Staffeln unter dem Namen Landesliga begann. Dem Abstieg 1948 folgte 1963 wieder der Aufstieg in die höchste Landesklasse, die Landesliga Schleswig-Holstein. 1967 folgte der Abstieg. In der Landesliga Schleswig-Holstein (ab 1968 der Name der Klassen unterhalb der obersten Landesklasse) errang der SC Comet 1970 erneut die Meisterschaft und den Aufstieg, für die nächsten neun Jahre gehörte man wieder der höchsten Landesspielklasse an, die seit 1978 Verbandsliga hieß. 1972 verlor der Verein das Endspiel um den Schleswig-Holsteinischen Landespokal gegen den TSV Pansdorf. Nach dem Verbandsliga-Abstieg 1979 folgte in den 1980er Jahren der weitere Sturz von der Landesliga bis in die Bezirksklasse, erst 1996 feierte der SC Comet Kiel die Rückkehr in die Landesliga. Im Jahr 2005 erreichte der Verein den Aufstieg in die Verbandsliga Schleswig-Holstein, die seit der Spielsaison 2008/09 als Schleswig-Holstein-Liga eine der Fußball-Oberligen ist. In der Saison 2009/10 stieg Comet aus dieser Klasse ab.
Horst Martinsen bestritt als Comet-Spieler 1959 ein Spiel für die Amateurnationalmannschaft Deutschlands.

## Nachfolgeverein SVE Comet Kiel
In der Saison 2012/13 trat Comet in einer Spielgemeinschaft mit dem SV Ellerbek in der Verbandsliga Nord-Ost an. Im Mai 2013 fusionierten beide Vereine zum SVE Comet Kiel. Am Ende der Saison stieg der SVE Comet in die Kreisliga Kiel ab und schaffte 2015 den Wiederaufstieg in die Verbandsliga. Zwar stieg Comet direkt wieder ab, schaffte aber in der folgenden Saison 2016/17 den erneuten Aufstieg in die Verbandsliga. 2019 gelang über die Aufstiegsrunde der Vizemeister der Aufstieg in die Landesliga.